# Vila de Gràcia
Pour les articles homonymes, voir Gracia.
Gràcia est une ancienne commune de Catalogne (Espagne) et désormais un district de Barcelone. Il est composé de cinq quartiers :  Vallcarca i els Penitents, El Coll, La Salut, Vila de Gràcia et Camp d'en Grassot i Gràcia Nova.

## Géographie

### Localisation

Localisation du district de Gràcia à Barcelone

Gràcia est situé immédiatement au nord de l'Eixample, à l'est de Sarrià - Sant Gervasi et au sud de Horta-Guinardó.

### Principales voies d'accès
Vers la mer
- Passeig de Gràcia
- Passeig de Sant Joan
- Via Augusta

Parallèle à la mer
- Travessera de Gràcia
- Ronda General Mitre / Place Lesseps (Barcelone)

## Histoire
Avant de faire partie de Barcelone, et ce jusqu'en 1897, Gràcia était une ville (en catalan, vila) à part entière. Elle ne faisait pas partie de Barcelone. 
En 1856, lors d'une rébellion à Gràcia les soldats qui furent envoyés pour réprimer les rebelles furent lynchés. En représailles, le double de révolutionnaires furent exécutés.
En 1870, un groupe de mères dont les fils avaient été réquisitionnés pour aller combattre dans les colonies d'Afrique du Nord ont manifesté, brûlé les archives de la ville et monté des barricades dans les rues de Gràcia. La ville fut alors bombardée.

## Politique et administration

### Liste des maires
- 1850-? : Josep Pons i Tarrecli

## Population et société

### Démographie
En 2015, le district de Gràcia comptait officiellement 120 401 habitants, soit une densité de 28 766 hab./km2.

### Manifestations culturelles et festivités
La festa major de Gràcia est l'une des festes majors les plus importantes de Barcelone. Elle commence tous les ans le 15 août, jour férié en Catalogne. Les rues principales sont décorées avec des objets recyclés pendant toute la durée de la festa major, des concerts sont organisés sur toutes les places, des spectacles se produisent dans les rues, et on peut assister à différentes manifestations traditionnellement associées aux festes majors, comme les correfocs ou les exhibitions de castellers.

## Culture locale et patrimoine

### Lieux et monuments

Écusson de Gràcia comme ville, en usage au moins jusque fin 1897, année de son inclusion à Barcelone.

- Le parc Güell, réalisé par Antoni Gaudí et figurant sur la liste du patrimoine mondial de l'UNESCO
- La Casa Vicens, première œuvre architecturale totale de Antoni Gaudí
- La Casa Fuster, bâtiment moderniste de Lluís Domènech i Montaner
- Casa Bonaventura Ferrer, bâtiment moderniste de Pere Falqués
- Les nombreux édifices de Francesc Berenguer
- Les places de Gràcia, en particulier la Place de la Ville de Gràcia
- Le marché de la liberté (Mercat de la Llibertat) et le marché de l'Abacería Central (Mercat de l'Abaceria Central).

### Personnes liées à la commune
- Amalia Domingo (1835-1909), écrivaine féministe, décédée dans la commune de Gràcia[5];
- Pompeu Fabra (1868-1948) : grammairien né dans la commune de Gràcia ;
- Armand de Fluvià i Vendrell: (1901-1967), pianiste et compositeur catalan né à Gràcia, petit-fils de l'homme d'affaires Dionís Escorsa i Cruells et père du militant LGBT Armand de Fluvià;
- Antonio González Batista, dit El Pescaílla (1925-1999) : chanteur et guitariste né dans le quartier de Gràcia ;
- Rosa Maria Arquimbau (1909-1992), écrivaine[6];
- Anita Garbín (1915-1977), la « Madone anarchiste  » : icône de la guerre d'Espagne, a grandi dans le quartier ;
- Montserrat Caballé (1933-2018) : cantatrice née dans le quartier de Gràcia ;
- Montse Watkins (1955-2000):  journaliste et écrivaine de science-fiction, spécialiste du Japon;
- Laia Bonet (1972-) : femme politique, première adjointe au Maire de Barcelone (2023-), conseillère municipale de Gràcia;
- Jordi Borràs (1981-) : illustrateur et photojournaliste catalan.

### Associations de Gràcia
- Castellers de Gràcia